# Stephen Smith (Boxer)
Stephen Smith (* 22. Juli 1985 in Liverpool) ist ein britischer Profiboxer im Superfedergewicht.

## Amateurkarriere
Stephen Smith gewann 2003 eine Bronzemedaille im Bantamgewicht bei den Junioren-Europameisterschaften in Warschau. Als Erwachsener boxte er im Federgewicht und gewann 2005 die Silbermedaille bei den Commonwealth Meisterschaften in Glasgow, als er erst im Finale am Olympiateilnehmer Anthresh Lalit Lakra gescheitert war. Im März 2006 gewann er die Commonwealth Games in Melbourne. Er besiegte dabei die Olympiateilnehmer Samuel Neequaye und Diwakar Prasad, den Waliser Darren Edwards und im Finale den Asienmeister Mehrullah Lassi.
Eine weitere Bronzemedaille erkämpfte er im Juli 2006 bei den Europameisterschaften in Plowdiw. Nach Siegen gegen Andrzej Liczik aus Polen und den belarussischen Olympiateilnehmer Mikhail Biarnadski, verlor er im Halbfinale gegen den russischen Europa- und Weltmeister Albert Selimow.
2007 gewann Smith die Goldmedaille bei den Commonwealth Meisterschaften in Liverpool und startete bei den Weltmeisterschaften 2007 in Chicago, wo er im ersten Kampf gegen Marcel Herfurth (14:20) unterlag.
2008 nahm er an den europäischen Olympiaqualifikationsturnieren in Pescara und Athen teil. Er besiegte Antonín Lazok aus Tschechien (19:9), David Joyce aus Irland (27:19), Michał Chudecki aus Polen (23:7), Valentīns Morozovs aus Lettland (16:2) und Vasile Sandu aus Rumänien (19:9), verlor aber gegen Khedafi Djelkhir aus Frankreich (Abbruch), Wilhelm Gratschow aus Deutschland (13:18) und Alessio Di Savino aus Italien (8:17), womit er sich nicht für die Olympischen Spiele qualifizieren konnte.
Darüber hinaus ist Smith Englischer Meister von 2006 und 2007.

## Profikarriere
Seit Juni 2008 boxt Smith bei den Profis. Durch zwei Punktsiege gegen John Simpson wurde er Britischer- und Commonwealth Meister im Federgewicht. Im September 2011 erlitt er seine erste Niederlage, als er gegen Lee Selby durch T.K.o. unterlag. Durch elf folgende Siege, unter anderem gegen Gary Buckland (27-2), Sergio Manuel Medina (39-6), Mauricio Javier Muñoz (28-4) und Devis Boschiero (37-3), qualifizierte er sich für einen Weltmeisterschaftskampf im Superfedergewicht.
Dabei boxte er am 16. April 2016 gegen José Pedraza um den IBF-Weltmeistertitel, verlor den Kampf jedoch einstimmig nach Punkten. Am 12. November 2016 kämpfte er erneut um einen Weltmeistertitel im Superfedergewicht, unterlag beim Kampf um den WBA-Titel jedoch ebenfalls einstimmig gegen Jason Sosa.
Am 9. Dezember 2017 verlor er durch technische Entscheidung gegen Francisco Vargas. Nach einem Zusammenprall mit den Köpfen hatte sich Smith schwer am Ohr verletzt, weshalb der Kampf in der neunten Runde abgebrochen und die Punktezettel ausgewertet wurden, auf denen Vargas vorne lag.

## Familie
Stephen Smith ist der Bruder der Boxer Callum, Liam und Paul Smith.